# 81-71М
Škoda 2Mt/3Mt/4Mt (также 81-71M) — модернизированная версия вагонов 81-717.1/714.1 Пражского метрополитена. Вагоны проходили модернизацию с 1996 по 2011 год на заводе Škoda Transportation в Пльзене.

## История
После Бархатной революции стало очевидно, что большинство вагонов Пражского метрополитена является устаревшим. Основной парк составляли вагоны 81-717.1/714.1, а также Ечс советского производства. Возникла необходимость в подвижном составе нового типа, однако, в силу финансовых проблем транспортной компании города Праги было принято решение о модернизации уже имеющихся вагонов. В 1994 году первый пятивагонный состав был отправлен на завод Škoda в город Пльзень. Основной задачей модернизации было продление срока эксплуатации минимум на 15 лет, замена устаревшего оборудования, повышение надёжности эксплуатации и уменьшение энергопотребления. Первый модернизированный вагон прибыл из Пльзеня в Пражское электродепо Kačerov 1 мая 1996 года и после испытаний поступил в эксплуатацию на линию C.

### Модификации
Вагоны 81-71M эксплуатируются в пятивагонных составах, вагоны состава подразделяются на три модификации:
- 2Mt — головной моторный вагон, оснащён аккумуляторами и предохранителями;
- 3Mt — промежуточный моторный вагон, оснащён аккумуляторными батареями;
- 4Mt — промежуточный моторный вагон, оснащён генераторами и компрессорами,

Состав вагонов сцепляется в следующей последовательности: 2 Mt+3 Mt+4 Mt+3 Mt+2 Mt
В 2005 году на базе вагонов 81-71М построен опытный вагон «Škoda 6Mt»

## Эксплуатация
В апреле 2005 года первые семь составов на линии C были заменены более новыми составами M1. 25 составов 81-71, модернизированных с 2001 по 2004 год, эксплуатируются на линии A, а с мая 2006 года и на линии B (22 модернизированных с 2005 по 2007 год и 7 переданных с линии C), вагоны линии B оборудованы системой АЛС-АРС.

## Технические особенности
В отличие от глубоких модернизаций других вагонов (с сохранением прежнего кузова, но полностью заменённым электрооборудованием), таких как, например, Е-КМ (81-7080/7081) Киевского метрополитена, у которых установлен асинхронный тяговый электродвигатель, а также 81-717М/717М и 81-717М Тбилисского и Ереванского метрополитенов с контакторно-транзисторной системой управления, в поездах 81-71М установлены коллекторные электродвигатели.

## Галерея

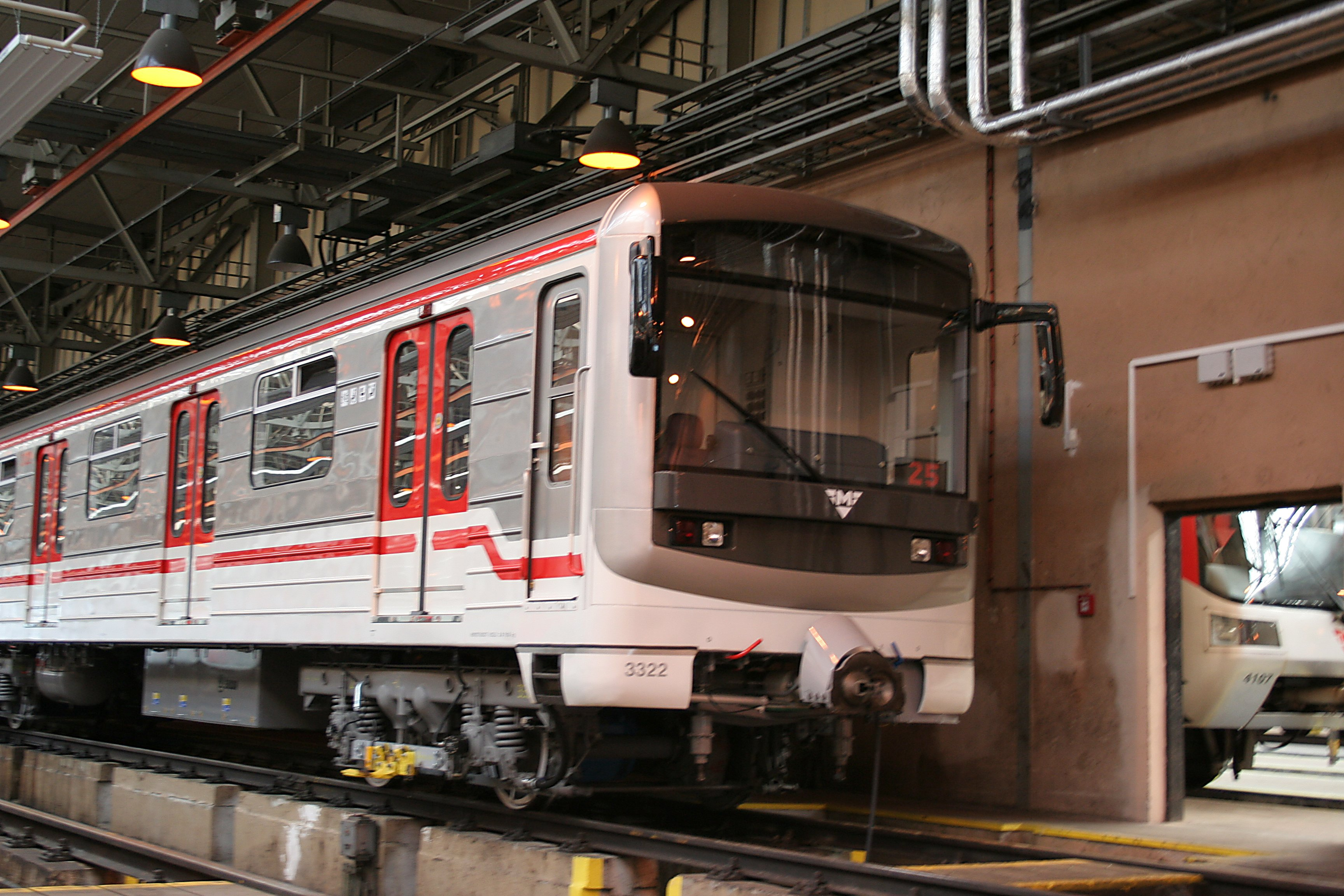
Модернизированный вагон Škoda 2Mt
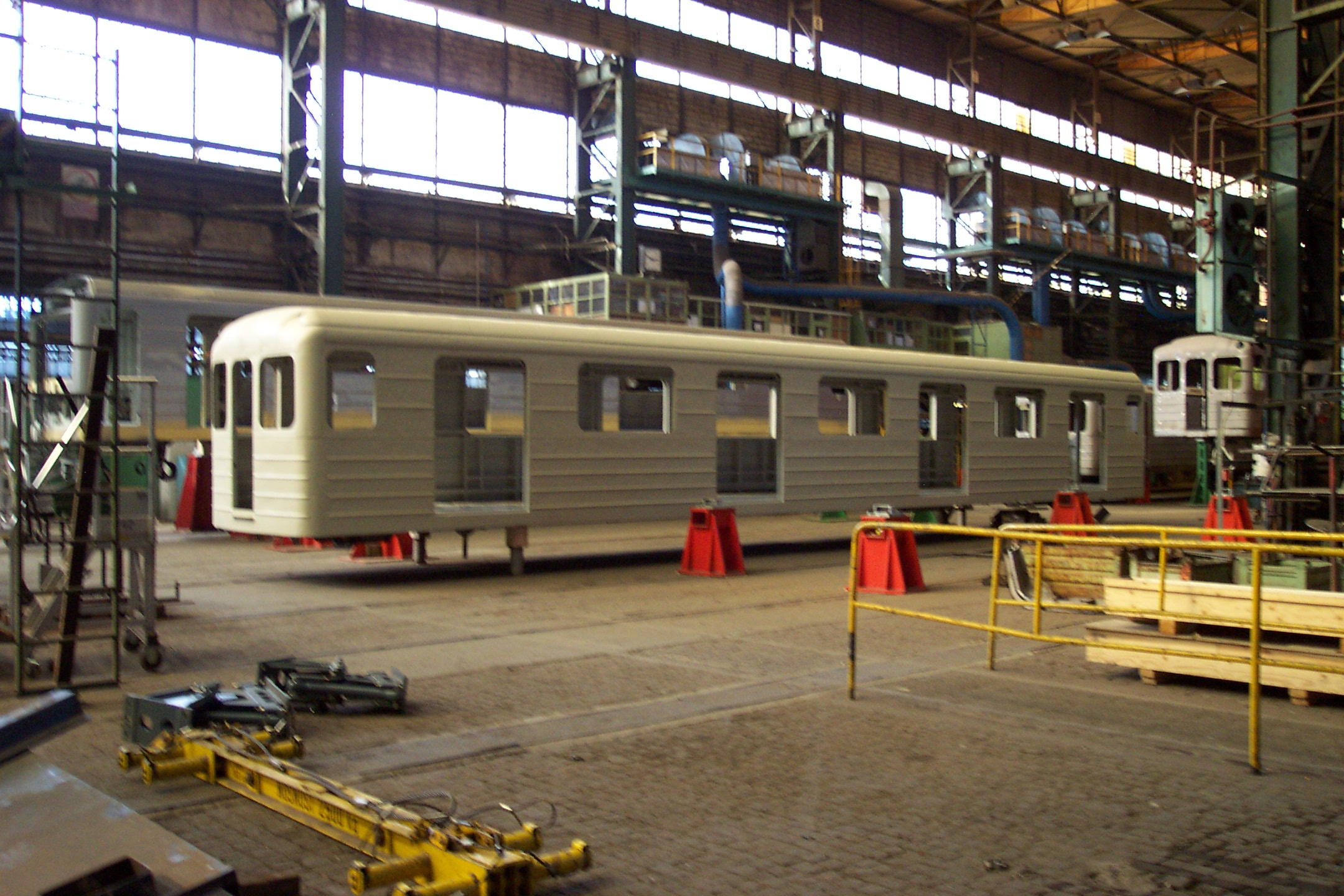
Кузов вагона 81-717.1/714.1 на модернизации
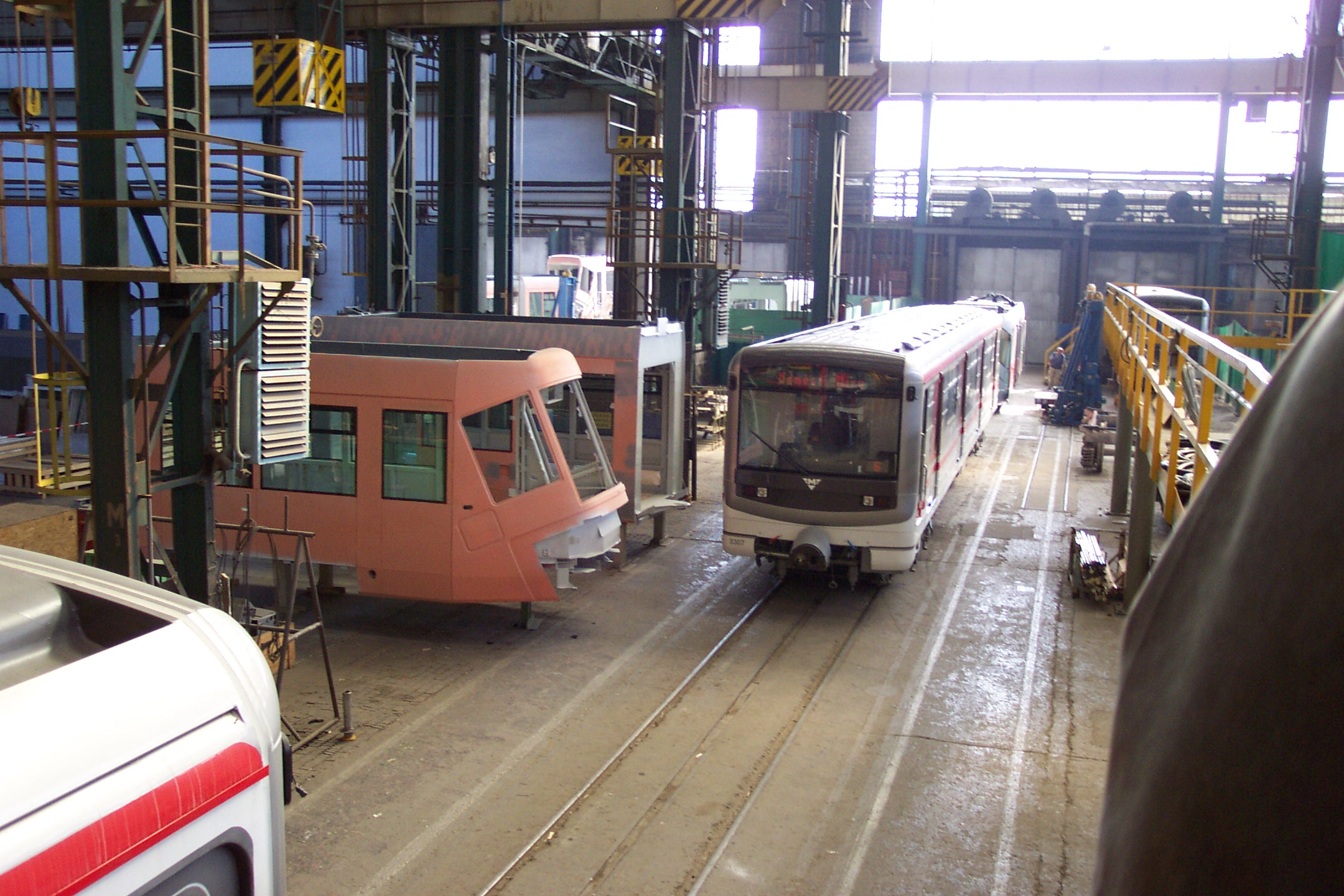
Модернизированный вагон на заводе Škoda Transportation
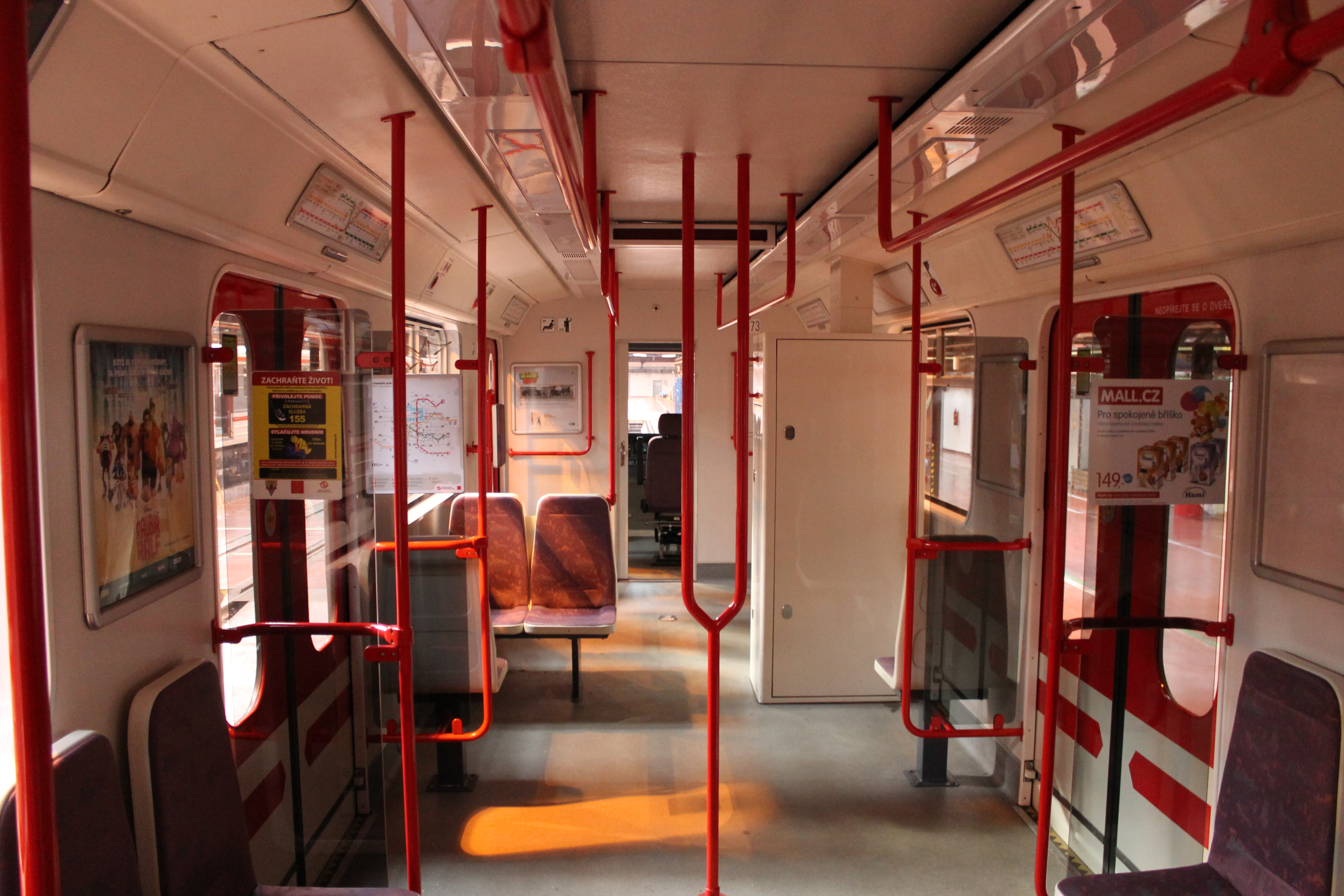
Салон вагона 81-71М

## Модернизация вагонов Еж3 и 81-717/714 в Тбилиси

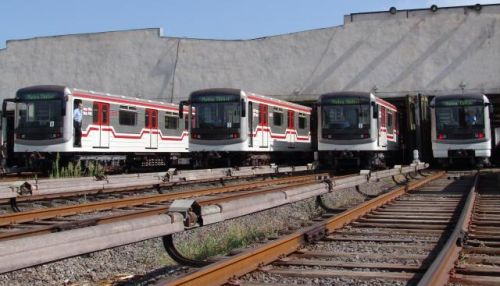
81-717М/714М в Тбилиси

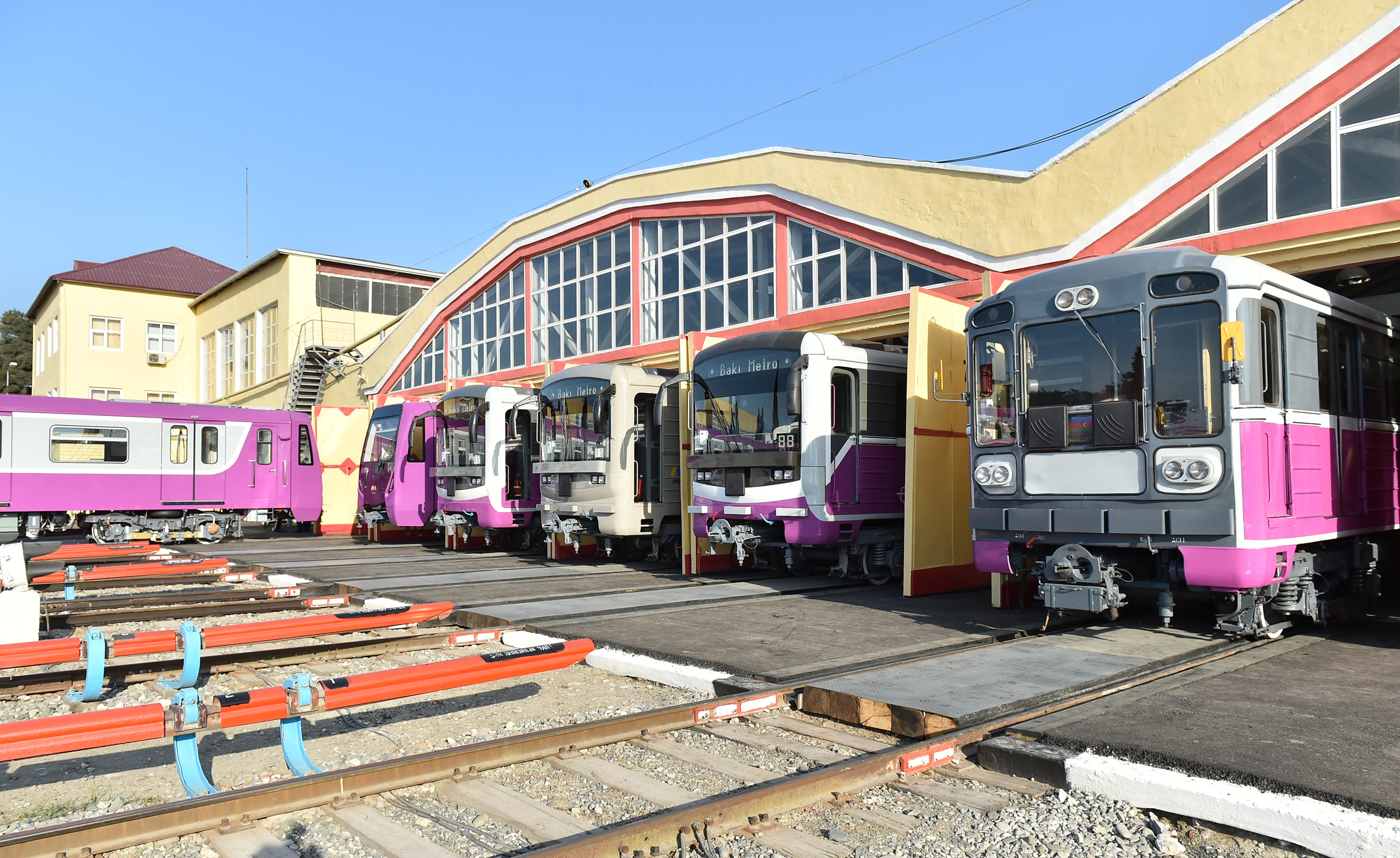
Поезда 81-760Б/761Б/763Б и 81-717/714 в Баку

На Тбилисском филиале московского завода по ремонту электроподвижного состава (ЗАО «ЗРЭПС») с середины 2000-х годов проводилась модернизация вагонов Еж3/Ем-508Т и 81-717/714. Вагоны получили внешний вид, аналогичный вагонам 81-71М, из-за чего их можно перепутать друг с другом (оформление головных вагонов, «маска» (лобовая часть) и окраска, за исключением орнамента на дверях), но отличаются электрооборудованием и салоном. Вагонам для Тбилиси и Еревана присвоили заводское обозначение 81-717М/714М, в Тбилиси эксплуатируются Еж3М (заводское обозначение едино как для головного, так и промежуточного вагонов). Также, помимо обновлённого внешнего вида, получили новую систему управления — контакторно-транзисторную.